# Bernardo Cabrera
Bernardo di Cabrera e Foix, conte di Modica (in catalano Bernat de Cabrera i de Foix, in spagnolo Bernardo de Cabrera y Foix; Barcellona, 10 agosto 1350 – Catania, settembre 1423), è stato un nobile, politico e militare catalano del XIV e del XV secolo.

## Biografia
Nacque da Bernardo, X visconte di Cabrera, e dalla di lui consorte la nobildonna Margherita di Foix dei visconti di Castellbò. Alla morte del padre avvenuta nel 1368, divenne il capo del suo casato; nel 1373, recuperò il possesso dei beni che erano stati sequestrati al nonno il visconte Bernardo di Cabrera, giustiziato nel 1364 per l'accusa di tradimento, dopo un processo basato su prove false. Il re Pietro IV d'Aragona, detto il Cerimonioso, riconosciuto l'errore li restituì al legittimo erede, che da quel momento si distinse per la grande fedeltà al sovrano.
Dopo essersi distinto nel 1389 nella difesa della Contea di Besalú per respingere l'invasione, nel nord della Catalogna, delle bande del Conte di Armagnac, riebbe il titolo di ammiraglio, tradizionale nel casato. Nel 1391, il duca Martino di Montblanc gli affidò la capitania generale delle armate aragonesi per la spedizione in Sicilia contro i quattro vicari del regno isolano - Manfredi Alagona, barone di Vizzini, Andrea Chiaramonte, conte di Modica, Guglielmo Peralta, conte di Caltabellotta e Antonio Ventimiglia, conte di Collesano - che al Giuramento di Castronovo confermarono la fedeltà alla loro regina Maria di Sicilia, e contemporaneamente non riconobbero come suo sposo e come sovrano il marito, l'aragonese Martino, conte di Luna, figlio omonimo del Duca di Montblanc.
La conquista aragonese del Regno di Sicilia avvenne nei primi mesi del 1392, e i due coniugi Martino e Maria furono incoronati suoi sovrani. L'aragonese Martino, divenuto Re di Sicilia, per privilegio dato il 22 maggio 1392 lo creò Grande ammiraglio del Regno, e il 5 giugno dell'anno medesimo, con un altro privilegio lo investì del possesso della Contea di Modica e dei relativi vassallaggi, confiscata ad Andrea Chiaramonte, che quattro giorni prima era stato giustiziato con la decapitazione. Nel 1393 fu creato capitano giustiziere di Palermo, e divenuto il più potente politico e feudatario della Sicilia dei Martini, tra il 1395 e il 1410, acquistò le terre di Giarratana, di Monterosso, di Militello e di Biscari. Giarratana, Monterosso e Biscari furono aggregate alla Contea di Modica , che con il Cabrera accrebbe la propria estensione territoriale.
Nel 1396 morì il re Giovanni I d'Aragona, e gli succedette il fratello minore Martino, e quando questi divenne nuovo Re della Corona d'Aragona, il Conte di Modica lo seguì a Barcellona con le funzioni di consigliere e camerario. Il Re rartino lo rimandò in Sicilia nel 1398 a capo di un'armata e col titolo di capitano generale, per fermare un nuovo tentativo di ribellione che sarebbe stato fomentato da Guglielmo Raimondo Moncada, conte di Agosta assieme ad Antonio Ventimiglia, conte di Collesano e Bartolomeo d'Aragona, barone di Cammarata. Il Cabrera entrò in conflitto con Sancio Ruiz de Lihori, ammiraglio del Regno, a cui il Re di Sicilia, aveva conferito ampi poteri politici, e questa situazione portò alla creazione di due fazioni avverse a sostegno dell'uno e dell'altro.
Dopo la morte del re Martino di Sicilia, avvenuta nel 1409 - seguita a quella della moglie Maria del 1401 - le ostilità tra il Cabrera e il Lihori si fecero più forti, poiché entrambi i feudatari miravano ad assumere il pieno dominio nell'isola. Martino il Vecchio, ereditando dal figlio il trono di Sicilia, confermò la nuora, la regina Bianca di Navarra nel "vicariato" concessole dal marito alla partenza per l'impresa sarda e rinnovatole nel testamento. Insieme, nominò gran giustiziere di Sicilia il Cabrera, pregandolo - attraverso l'invio nell'isola nell'agosto 1409 di un suo fiduciario, Giacomo Roure - di mettere da parte ogni rancore personale, per rendersi utile alla Corona in un momento particolarmente difficile.
Ma dopo la morte del Re Martino nel 1410, il Cabrera, spinto dalla sua ambizione a voler impadronirsi della Sicilia, dichiarò concluso il vicariato della Regina Bianca sull'isola, e avocò a sé il suo governo in qualità di Gran giustiziere. Questa situazione scatenò un nuovo conflitto, tra il Conte di Modica, sostenuto dal ceto borghese, e la Regina, sostenuta dalla nobiltà, e nel 1411, le forze del Cabrera assalirono lo Steri, dove si trovava Bianca, la quale si rifugiò poi al castello di Solanto.
Nel 1412, al castello di Solanto, si riunirono gli ambasciatori di Catalogna, i rappresentanti della Vicaria e del Gran Giustiziere; fu deciso che Bianca abdicasse a favore del Cabrera, ma questa decisione non fu accettata dai seguaci della regina. Si riaprirono pertanto le ostilità e fu di nuovo guerra; ma il Cabrera, già vecchio e sfinito dalla lunga contesa, pur avendo maneggiato con ardore la spada, fu sconfitto dalle forze che sostennero la Regina Bianca guidate dal suo rivale Sancio Ruiz de Lihori, e fatto prigioniero, venne condotto e rinchiuso nel castello di Motta, nella Piana di Catania. Fatto scarcerare dal re Ferdinando I d'Aragona nel 1413, fece ritorno a Barcellona, e nel 1421, il suo successore il re Alfonso il Magnanimo, lo utilizzò in Sardegna in incarichi di fiducia e anche quale "delegato reale" nel Parlamento.
Morì a Catania nel settembre 1423 a causa della peste, e fu sepolto nella Cattedrale di San Giorgio a Ragusa.

### Matrimonio e discendenza
Bernardo Cabrera Foix, conte di Modica, verso il 1385 sposò la nobildonna Timbora d'Aragona e Arenós, figlia di Giovanni, conte di Prades, da cui ebbe quattro figli:
- Bernardo Giovanni, conte di Modica
- Timbora, moglie di Giovanni Fernández di Híjar
- Eleonora, moglie di Gilberto Centelles
- Sancia Gimena, moglie di Arcimbaldo di Foix-Grailly

Rimasto vedovo intorno al 1409, sposò in seconde nozze Cecilia d'Aragona e Monferrato, figlia di Pietro, conte di Urgell, da cui non risulta abbia avuto discendenza.